# Presbytère de Montreuil-Bellay
Le presbytère de Montreuil-Bellay est un presbytère situé en France, sur la commune de Montreuil-Bellay, dans le département de Maine-et-Loire en région Pays de la Loire.
Il fait l'objet d'une inscription au titre des monuments historiques depuis le 15 décembre 1972.

## Localisation
Le presbytère est situé dans le département français de Maine-et-Loire, sur la commune de Montreuil-Bellay.

## Historique
L'édifice est inscrit au titre des monuments historiques en 1972.